# Planzeit
Eine Planzeit nach REFA ist eine auf bestimmte Ablaufabschnitte bezogene Sollzeit, die mit Hilfe von Einflussgrößen beschrieben ist. Sie basieren auf Zeitbausteinen, wobei als Einflussgrößen Einflüsse des Arbeitsgegenstandes oder der -aufgabe gelten, die mit dem Zeitbedarf für die Arbeitsausführung korrelieren. Die Einflussgrößen sind in der Regel mittels statistischer Regressionsrechnung zu ermitteln und in ihrer Wirkung zu bestimmen.

## Beispiele
- Flansche bohren; der Arbeitsablauf ist – im Rahmen – immer gleich. Die Dauer der Arbeit richtet sich aber nach Durchmesser, Dicke (Gewicht) und Anzahl der Bohrungen im Flansch.
- Metallkonzentrationen sollen in der Atomspektroskopie mittels ICP-MS gemessen werden. Die Arbeitsdauer für den Laboranten richtet sich nach der Anzahl der in einem Lauf zu bestimmenden Elemente und der Anzahl der Proben im Lauf.
- Teppichboden in einem Büro ist zu saugen. Einflussgrößen: Grad der Überbauung mit Möbeln, die Fläche, Art des Teppichbodens.